# Plan Bohan
Pour les articles homonymes, voir Bohan (homonymie).
Le plan Bohan est un projet de développement du département de Santa Cruz en Bolivie élaboré par une mission américaine sous la direction de Merwin L. Bohan en 1942. C'est sur la base de ce plan que le développement du département qui commence vraiment à partir de 1952, a été pensé, avec la construction de la route Cochabamba - Santa Cruz connectant l'orient et l'occident bolivien,,